# Lacroix-Falgarde
Lacroix-Falgarde is een gemeente in het Franse departement Haute-Garonne (regio Occitanie). De plaats maakt deel uit van het arrondissement Toulouse. Lacroix-Falgarde telde op 1 januari 2022 2.047 inwoners.

## Geografie
De oppervlakte van Lacroix-Falgarde bedroeg op 1 januari 2022 6,09 vierkante kilometer; de bevolkingsdichtheid was toen 336,1 inwoners per km².

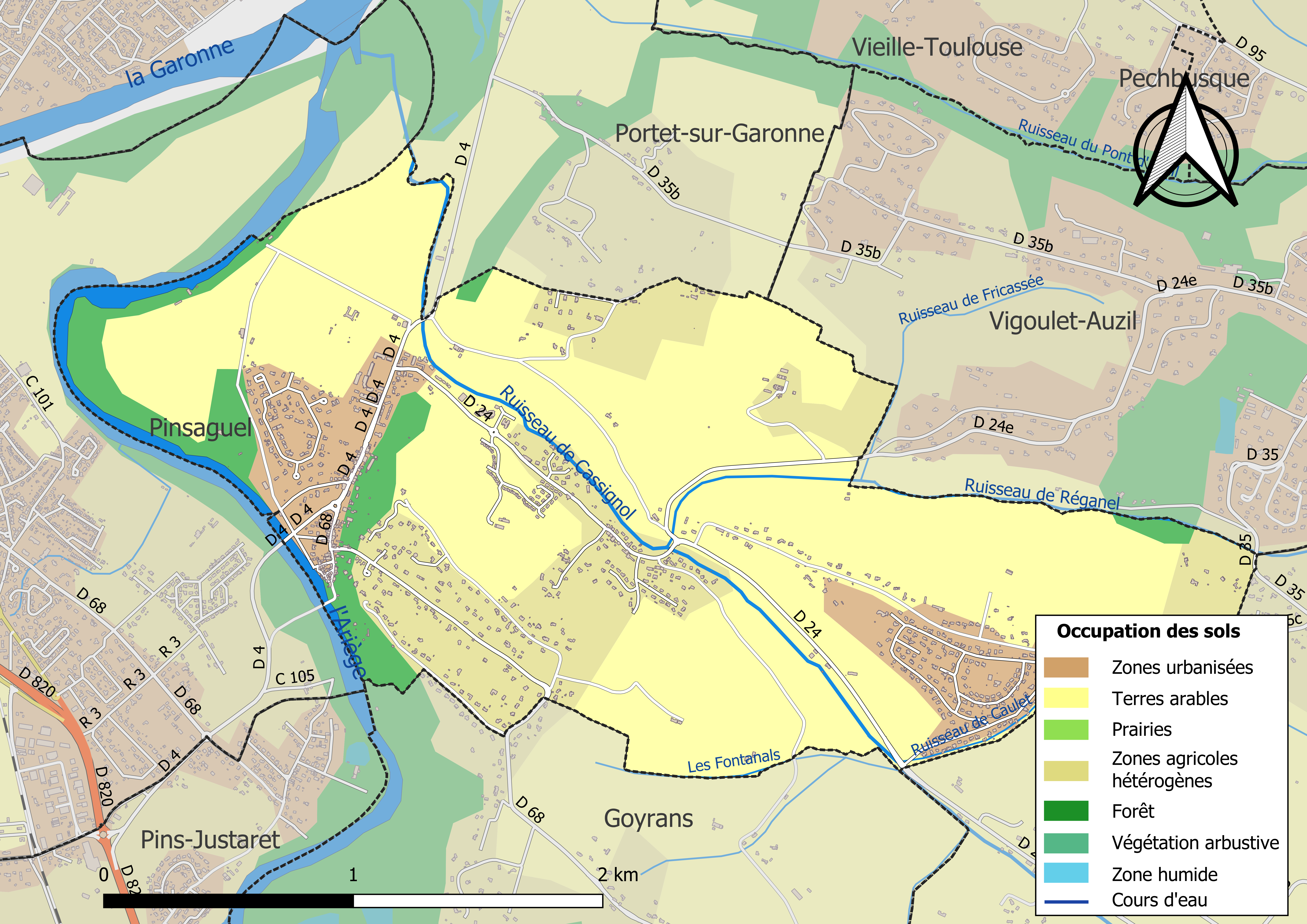
Kaart van de gemeente met belangrijkste infrastructuur, bodemgebruik en omliggende gemeenten

## Demografie
Onderstaande figuur toont het verloop van het inwonertal (bron: INSEE-tellingen).